# Gangolfsberg (Steigerwald)
Der Gangolfsberg ist ein 469 m ü. NHN hoher Berg des nördlichen Steigerwalds.

## Geographie

### Lage
Der Gangolfsberg liegt im Markt Knetzgau, einer Gemeinde im Landkreis Haßfurt in Unterfranken. Aufgrund seiner Lage inmitten der Steigerwald Nord-Süd-Achse, eingerahmt durch ähnlich hohe Erhebungen, ist er nicht so markant wie der knapp drei Kilometer entfernte und schon von Weitem – zumindest aus östlicher bis nördlicher Richtung her kommend – sichtbare Zabelstein. Erreichbar ist der Berg über der Staatsstraße SW 52. Der nächstgelege Ort liegt in ca. 2,5 km südlich des Berges und heißt Neuhausen.

### Quelle
Östlich des Berges entspringt der Stöckigsbach, dieser entspringt auf einer Anhöhe auf ca. 450 m ü. NHN und mündet nach knapp 15 km in den Main.

## Einzelnachweis
1. ↑  BayernAtlas. Abgerufen am 3. Januar 2020.